# 人形

雛人形

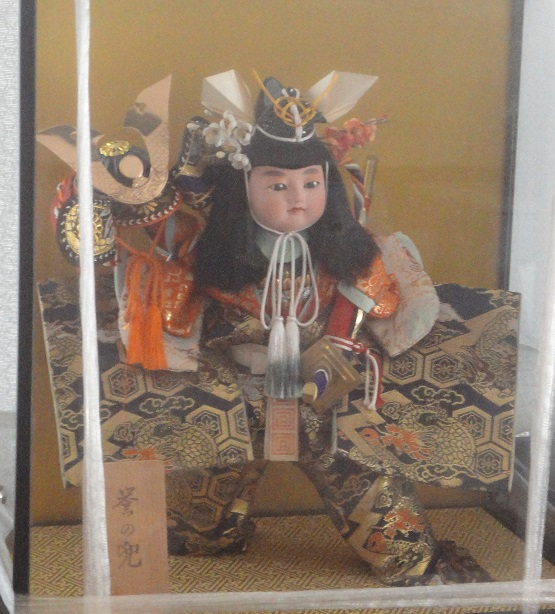
五月人形（さつきにんぎょう）

人形（にんぎょう、ひとがた）は人間の姿を似せて作られた物をさす。
人形の作成は、古くは先史時代から始まり、いずれの時代でも作られ、信仰の対象であったが、中世以降は愛玩、観賞用として発達。人間の文化活動の本質的なものであるといえる。
現代の人形の主な用途は、祭礼などの宗教行事や伝統行事、文楽などの人形劇で使われる他、玩具、土産物、芸術作品など、多分野である。

## 人形の使用目的

### 玩具としての用途の人形
古来、人形は子供の遊び道具として与えられ、使用された。日本各地に現在も存在する「郷土人形」は幼い子供の玩具として非常に大切にされた。日本では主に木製や土製の素材に胡粉などで着彩をした人形が多いが、工芸品として精巧に作られた物もあり、戦後からは美術品として扱われる郷土人形もある。江戸時代に普及した女児向けの人形に「姉様人形」がある。和紙と千代紙（ちよがみ）で造られた素朴だが優雅な人形は、裕福な武家や商家の子女に大切にされた。代表的な遊び方としては、人形を擬人化して日常生活を再現する「飯事あそび」や、時代がかなり後の近代からは布製の「文化人形」で遊ぶことが普及した。人形の衣服を交換し組み合わせなどを楽しむ「着せ替えあそび」などは、戦後に日本全国で広まった。
西洋では、ルネサンス期のイタリアを起源に、フランスの貴族社会で発展、19世紀半ばから20世紀初頭までヨーロッパの一般庶民に普及した、いわゆる「フランス人形」が代表的である。
現代での「着せ替えあそび」は、合成樹脂製の着せ替え人形で遊ぶ。後述のマネキンと類似し衣服を着せたり、脱衣の状態にできる場合が多い。複数の付属品の衣装があり、それはほぼ現実の人間の衣服に似せている。着脱には背面に付けられたマジックテープやスナップを使う。日本では、1960年代頃から生活の西洋化とともに普及し、製品の例としてメルちゃん人形、シルバニアファミリーやリカちゃん人形、バービー人形などがある。高度経済成長と相まって、庶民のファッションの隆盛とともに人形の衣服も華やかさを増していった。
女児が母親の立場として育児を前提とする赤ちゃんに擬似した人形（授乳のための「ミルク飲み人形」やおむつ替えのための人形など）もある。

### 観賞人形

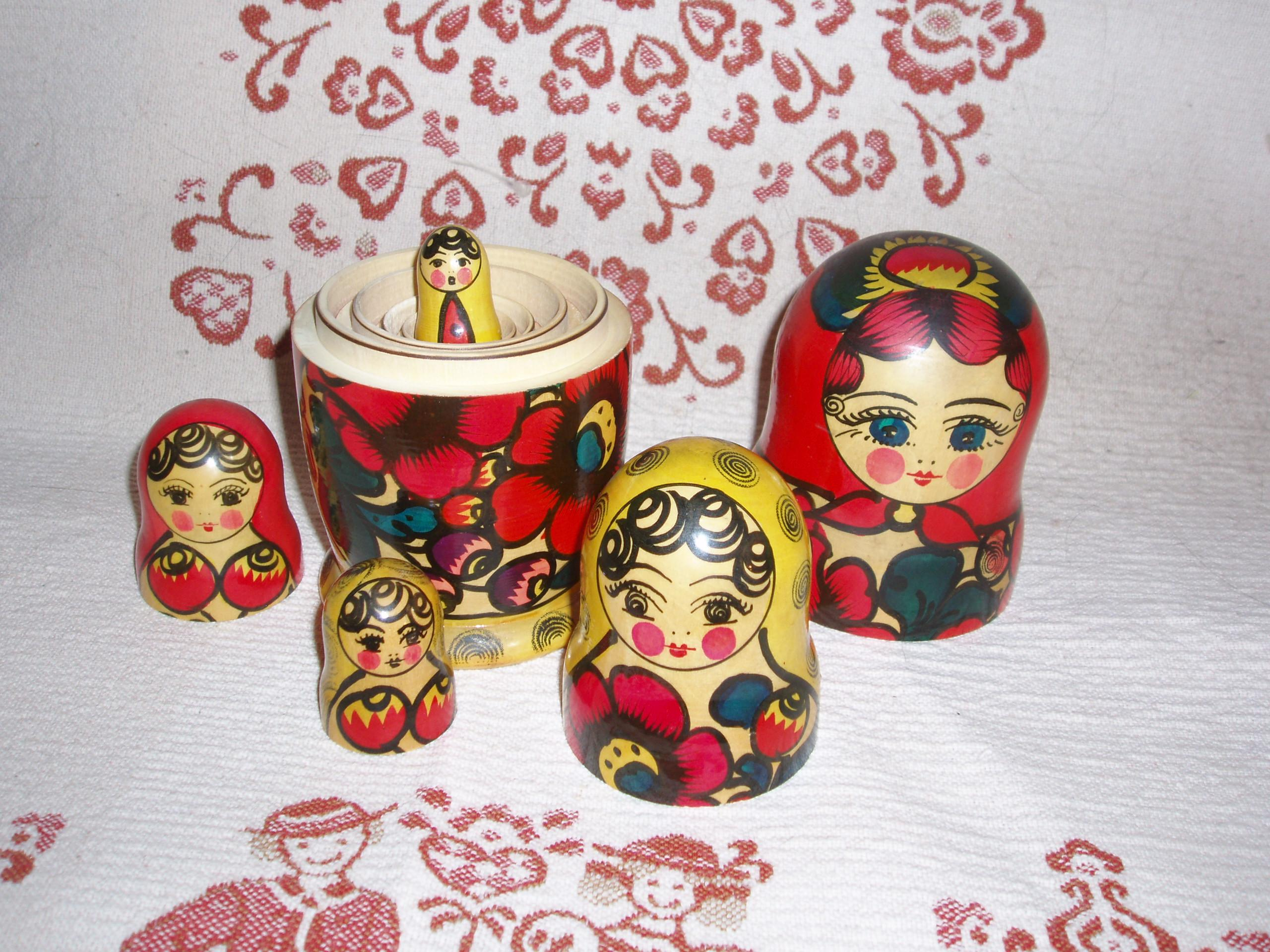
マトリョーシカ

アンティーク・ドールや日本人形のような伝統的な美術工芸品としての価値の高いものや、マトリョーシカやこけしのように造形に特色のある工芸品の人形などは、ガラスケースなどに入れてインテリアとして飾ることもある。
日本では、雛祭りや端午の節句のような伝統的な行事に特別につくられた美術価値の高い、人形を飾ることがならわしである。

### 祭礼・呪術用途の人形

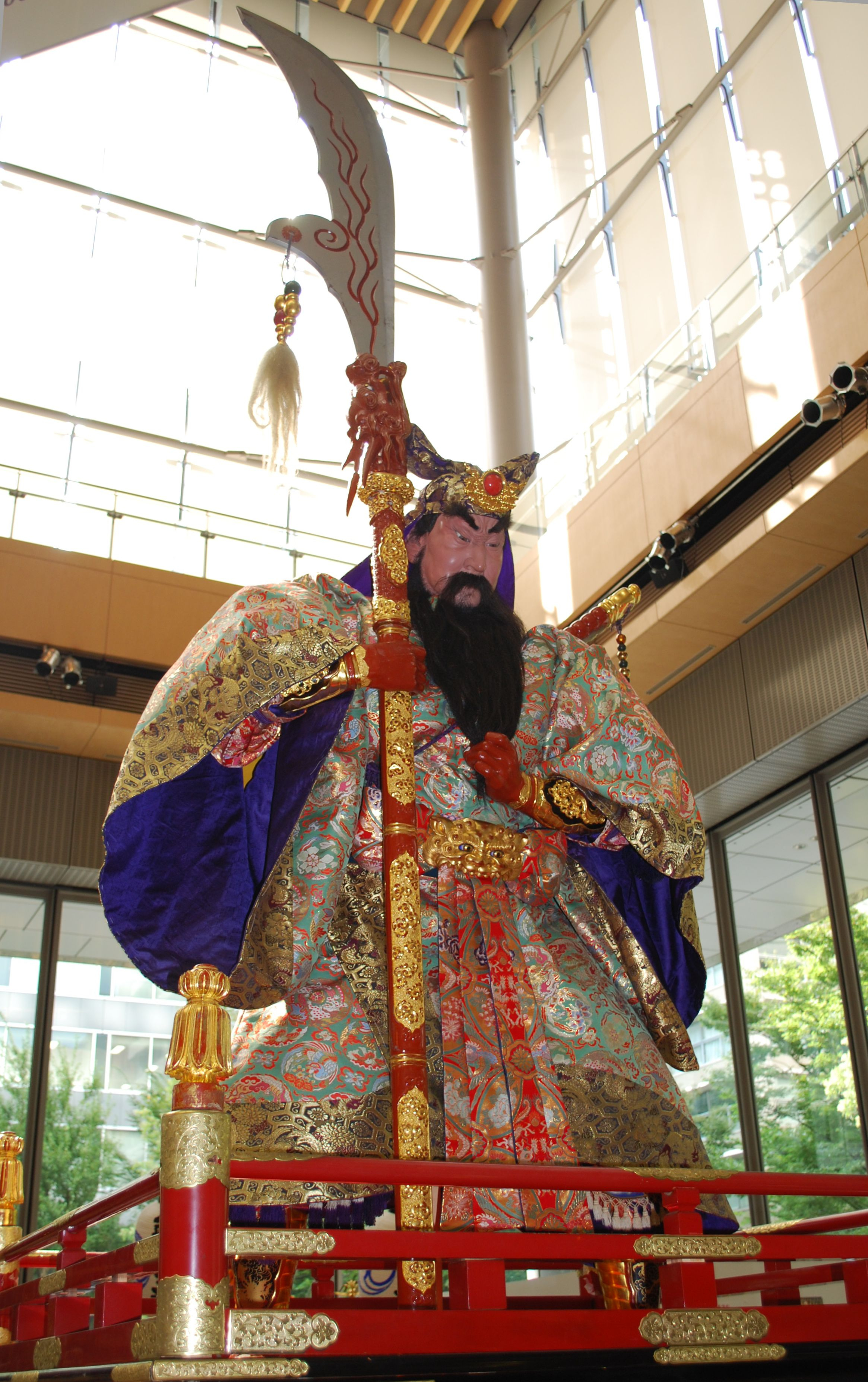
祭礼の山車に飾られる人形（とちぎ秋まつり）

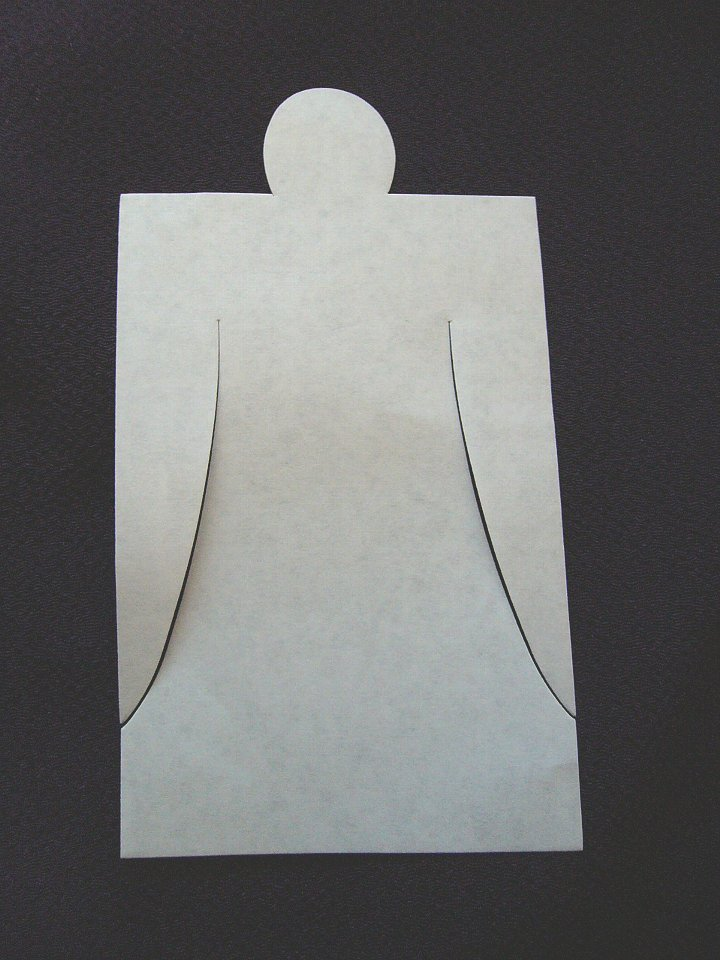
大祓（おおはらえ）の人形（ひとがた）

古代では、人形は他人に呪いをかけるための呪詛の道具や、人間の身代わりに厄災を引き受けてくれる対象物として使われた。前者の例としては藁人形（わらにんぎょう）やブードゥー教の泥人形、後者の例では和紙の流し雛などが挙げられる。後者のうち、現代でも神道の大祓等で用いられる和紙のものは、通常同じ字で「ひとがた」と呼び分けたり、「形代」（かたしろ）と称したりする。他にも、山車人形のように神などをかたどった人形が象徴として飾られる祭もある。

### 縁起かつぎとしての人形
幸福や商売繁盛などを導くために、七福神や福助人形、ビリケンなどを飾る風習がある。また、結婚式の結納品として、夫婦円満や長寿を願うために箒（邪気を払う）と熊手（福をかき集める）を持った老夫婦の高砂人形（たかさごにんぎょう）（お前百（=掃く）まで、わしゃ九十九まで（=熊手）、共に白髪（しらが）の生えるまで）などもある。

### 商業用途の人形
洋服や呉服などの衣料品を販売する場で、商品を着用させて顧客に着用イメージを伝達する効果を目的にした人形が存在する。これらの衣料品販売店などで使用されるマネキン人形は衣服の展示や紹介を目的とし、美術のデッサンで使用されるデッサン人形などは人間のモデル代わりに用いることで手元でフォルムの確認ができることや、動作がないという利点がある。
また、特定の店舗（多くはチェーン店）のシンボルやメーカーの販促として人形が置かれることもある。不二家の「ペコちゃん」、佐藤製薬の「サトちゃん」、ケンタッキーフライドチキンの「カーネル・サンダース」、くいだおれの「くいだおれ太郎」、ジャパンの「さわやか親父」、すしざんまいの社長の等身大人形など。

### かかし人形
農産物生産の現場（田んぼや畑等）で、作物を荒らすスズメやツバメ、カラスを追い払うためかかし人形が使われる。数体規模で立てられている場合が多い。近年はマネキンの流用であったり衣服に工夫が凝らされるなど、艶やかに多様化していて、コンテストを行っている自治体もある。

### 交通関連の人形

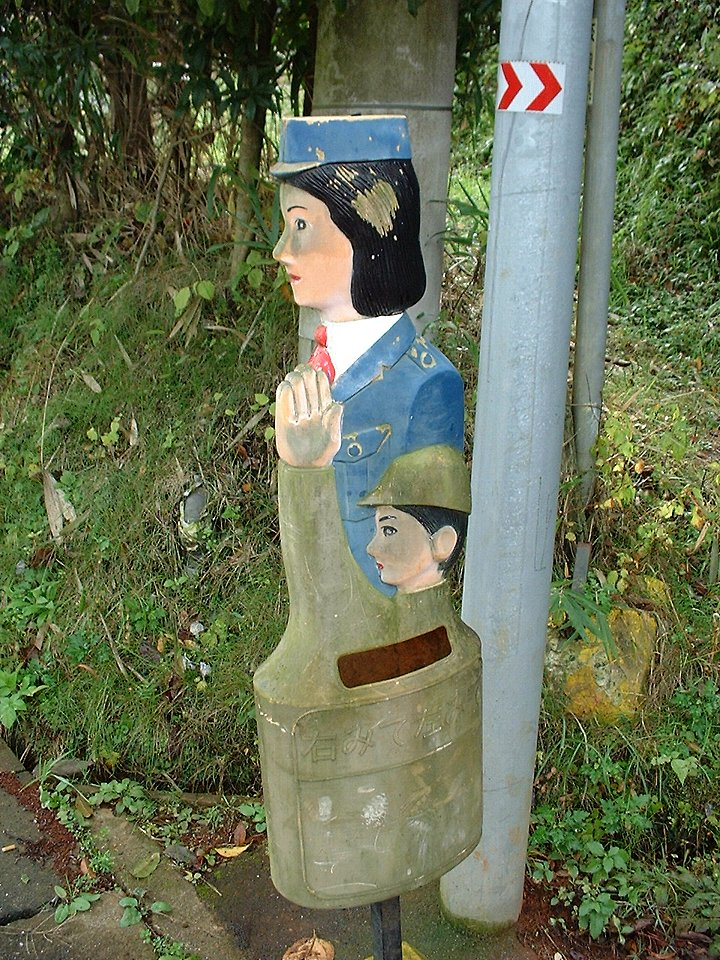
横断旗入れ（裾）を兼ねた交通安全人形（奈良県）

- 工事現場では、交通誘導を促す電気仕掛けの人形があり、ライトを明滅させるだけでなく、腕を半円状に動かすものもある。
- 交通安全キャンペーン
  - 歩行者飛び出し注意を促す目的として、児童やアニメ作品の人気キャラクターを模した人形が使われている事がよくある。道路横断時の横断旗入れを兼ねていることもある。
  - 車の速度注意を促す目的として、警察官を模した人形が使われる事がよくある。

### 教育・訓練用途の人形
解剖学などで用いられる人体模型や、人命救助（人工呼吸、AED）や消防の救助隊のための同様の体重の人間を搬送するための訓練用の人形にも使われている。

### 博物用途の人形

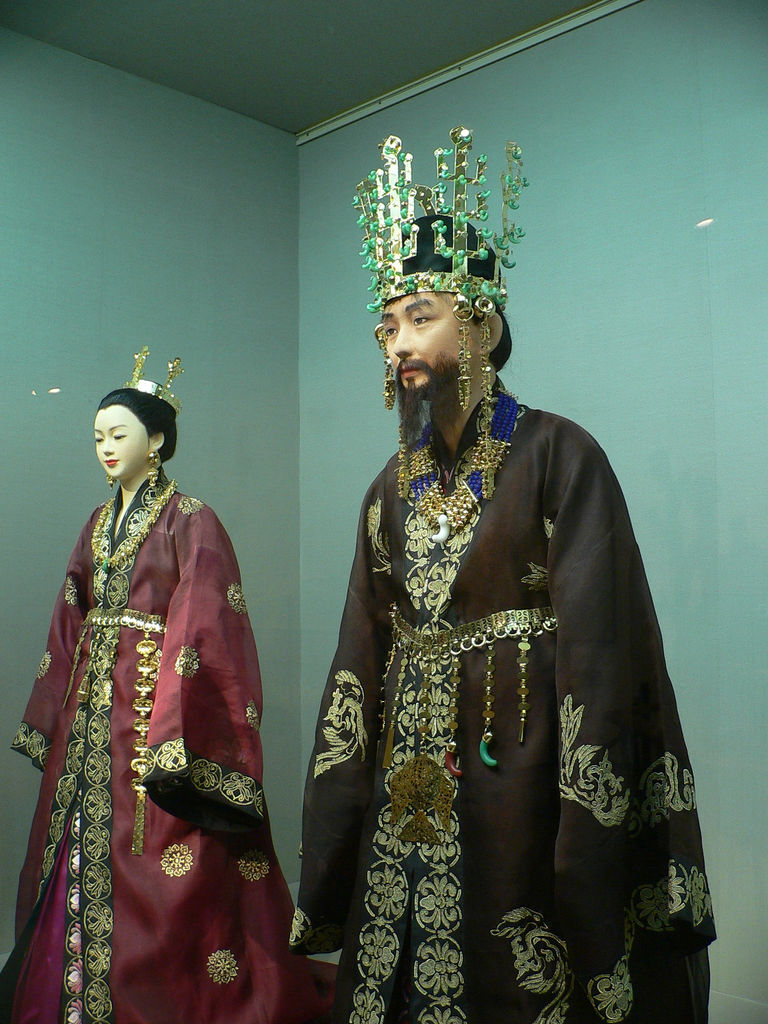
博物館における新羅の冠を説明する為の人形

主に博物館における説明用に、当時の服装を着せたマネキンの役割を果たす人形があり、当時の人々の暮らしがどの様な物か再現する為の人形を使用する事がある。その殆どが等身大である。

### 考古学における人形
考古学における出土遺物としての人形には、祭祀用途の土偶や木製人形（ひとがた）、副葬品としての兵馬俑や埴輪等があげられる。古代エジプトの墓からは、パドル人形が発掘されている。
あるいは、火山の噴火で埋没したポンペイなどの都市で遺跡が発掘された際、空洞に石膏を流し込んで噴火当時の遺体の状況を再現する場合などにも用いられる。

### 収集目的の人形
戦後に日本で製作・販売された、ビニル製人形やブリキ製の人形などの玩具人形は、ビンテージ品を集めるマニアックな大人のコレクターも存在するなど、今では、価格ともども遊びの域を超える玩具人形がある。希少な人形（フィギュア）である場合、数十万円などの高値で取引される場合もある。

### 実験目的の人形
主に自動車の衝突実験等の時に、運転者や同乗者に見立てて車両に人形を乗せて、実験を行う事があり、ダミー人形と呼ばれる。他にも自動車に跳ね飛ばされた場合などに、身体のどの部分に大きなダメージが加わるかを実験する為に利用する事もある。

### 特撮目的の人形
テレビ番組や映画の撮影において、人体に傷を負うシーンなどは簡単な特殊メイクや特撮でカバーできるが、切断や転落、爆死、溶解などの人体を特撮でカバーできないものについては、ダミーで代用されることもある。

### 友好目的の人形
他の国や人物と友好を深める目的で寄贈される人形。昭和初期に友情人形（日本では「青い目の人形」と呼ばれることが多い）がアメリカより寄贈され、それに対し答礼の人形が贈られた他、幾つかの事例がある。

## 人形に見る歴史（生活・風俗）
財団法人人形美術協会は、日本有数の古人形コレクションである「観方コレクション」を所蔵している。日本画家であり、風俗研究家であった吉川観方が、生涯をかけて蒐集（しゅうしゅう）した古人形の集大成こそ「観方（かんぽう）コレクション」である。吉川観方により収集された人形コレクションは、宮家や公家・武家等に伝わった古典人形から、一般庶民の暮らしと共にあった素朴な郷土人形など種類も多岐にわたっており、質、量ともに日本随一である。観方コレクションは、儀礼用、愛玩用、装飾用、鑑賞用、美術工芸品というように幾つにも分かれ、平安時代から発展してきて江戸時代に至った、日本の人形の歴史がわかると同時に、人々の生活の歴史や風俗がうかがえる。コレクションは、伝来・製作年代・作者等が明らかなものも多く、人形美術協会ではこの貴重な文化遺産であるコレクションの保存と研究にも力を入れているという。
観方コレクションは、以下の9つの人形カテゴリーに分類収集されている。
1. 古代人形（ひとがた）
2. 御所人形
3. 加茂人形
4. 奈良人形
5. 嵯峨人形
6. 衣装人形
7. 美女人形と役者人形
8. 機巧（からくり）人形
9. 土人形（つちにんぎょう）

## 派生事項
以下では「人形に題を取った作品」などを列挙する。「人形を用いたテレビ番組」などについては人形劇の項を参照されたい。

### 地名
東京都中央区日本橋人形町
かつて周辺で人形芝居が行われていた事や、人形を作るのに従事する人も多くいた事による。人形焼の発祥の地ともされる。
埼玉県さいたま市岩槻区
東武野田線・岩槻駅東口を中心として雛人形を専門とする人形店が集積し、「人形のまち」として全国的に知られる。岩槻人形の名物としては特に雛人形、兜などの人形が有名である。これは日光東照宮造営に関わった職人が、名水井戸があったためその後岩槻にとどまり、江戸初期に始めたものと言われている。現在も岩槻駅周辺や人形町通り、市宿通りなどに人形店が軒を連ねる。
埼玉県鴻巣市人形
鴻巣雛（ひな人形）製造業者が軒を連ねていたことにちなむ。
人形峠
岡山県と鳥取県の県境に位置する峠。おとりの人形を使って化け物退治をしたという伝説による。

### 文学
- 戯曲 『人形の家』（イプセン著）
- 童話 『ピノキオ』（カルロ・コッローディ著）

### 音楽
- バレエ音楽 『コッペリア』 （ドリーブ）
- バレエ音楽 『くるみ割り人形』 （チャイコフスキー）
- バレエ音楽 『ペトルーシュカ』 （ストラヴィンスキー）
- 管弦楽曲 『鉛の兵隊の行進曲』 （ピエルネ）
- 管弦楽曲 『おもちゃの兵隊の観兵式』 （イェッセル）
- 童謡 『人形』 （文部省唱歌）
- 童謡 『青い眼の人形』 （野口雨情作詞）
- 童謡 『花嫁人形』 （蕗谷虹児作詞）

### 人形の種類

#### 伝統的な和人形
- 雛人形（雛祭りで飾られる）
- 五月人形（端午の節句で飾られる）
- 博多人形
- 市松人形
- 姉様人形（和紙人形）、色紙人形

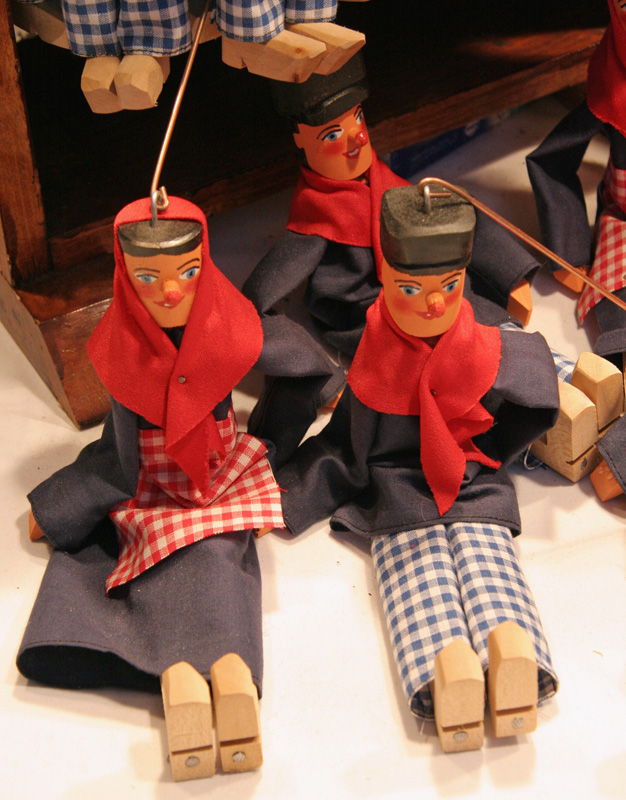
チャンチェ（Tchantches）と呼ばれるベルギーの操り人形

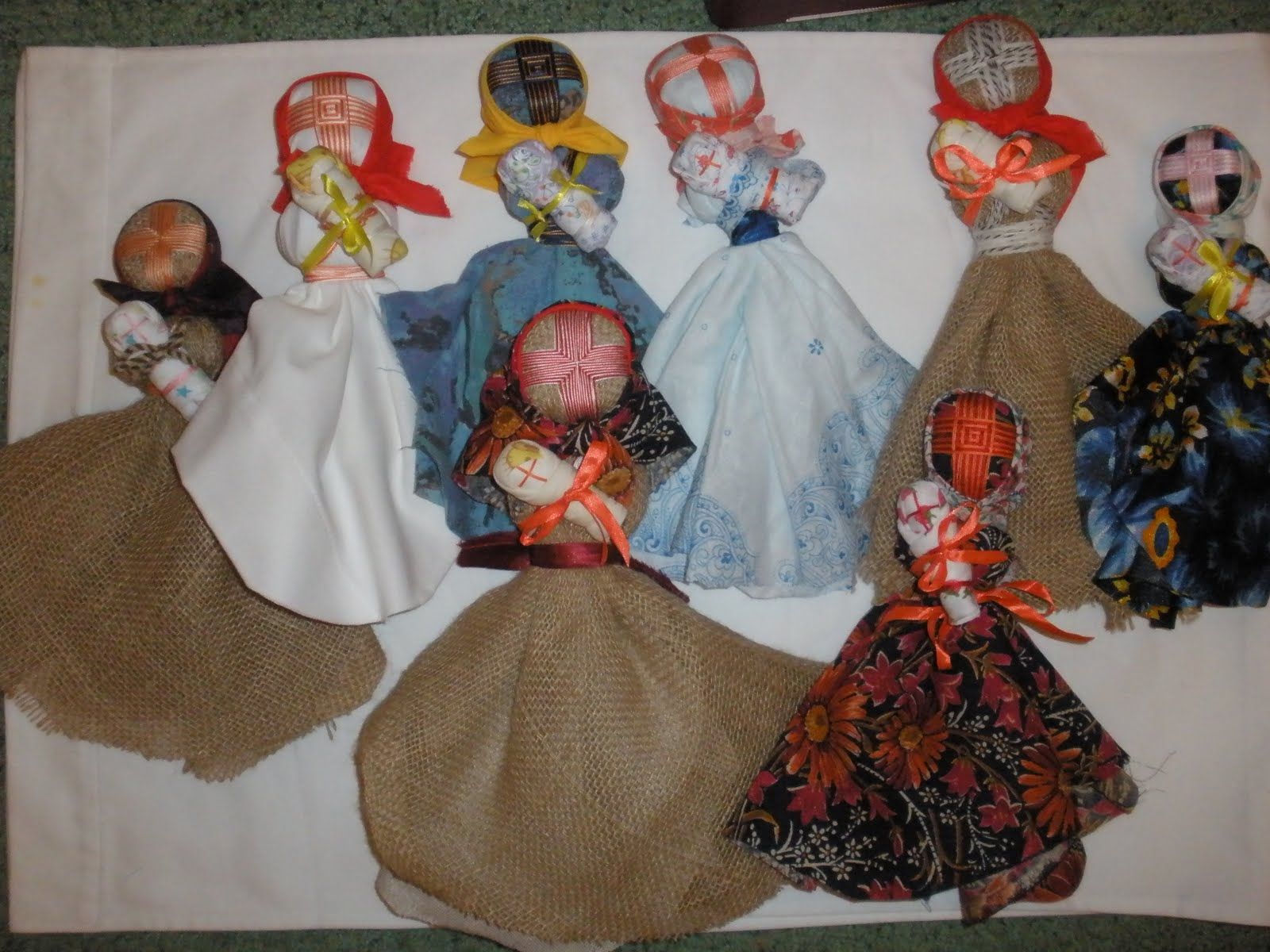
ウクライナの伝統的なお守り人形モタンカ。

- 土人形(各種のつち人形、伏見人形や佐土原土人形など）
- 毛植人形（別名：いと細工） - 江戸時代後代から作られた絹糸などを植えて作られた人形[5]。

#### 操り人形
- 人形浄瑠璃（文楽）
- ギニョール
- マリオネット
- パペット
  - ソックパペット - 靴下を用いる
  - マペット - マリオネット×パペット

#### 人形の商標
- キューピー人形
- バービー人形 - リカちゃん人形 - ジェニー
- ブライス - プーリップ
- ファービー
- リビングデッド・ドールズ
- スーパードルフィー

#### その他特殊な種類の人形など
- アンティーク: ビスク・ドール - からくり人形 - オートマタ
- 民芸品: こけし - だるま - マトリョーシカ
- 着せ替え人形
- 紙人形（英語版）
- フィギュア - ガレージキット - スーパードルフィー（フィギュア的人形） - 球体関節人形
- ダッチワイフ - ラブドール ※性的表現あり
- 呪術: 藁人形 - ブードゥー人形 - てるてる坊主（雲掃人形） - 形代（人の形をしたものを人形(ひとがた)とも呼ぶ。）
- 蝋人形
- 消しゴム - キン肉マン消しゴム
- ほまれ人形 - 太平洋戦争中、特別攻撃隊が出撃の際に携えていた人形。
- ブルエットドール（英語版） - 1905-1960年に製作されたフランス人形。裕福な家庭の子女向けの雑誌La Semaine de Suzette（フランス語版）の景品。
- リボーンドール
- シャブティ（英語版） - エジプトのファラオに仕えさせるために副葬された人形。

### 人形の団体
- 人形美術協会[6]
- 日本人形協会[7]
- 日本人形劇人協会[8]

### 人形のメーカー
- Category:人形メーカー

### 人形関連のイベント
- ワンダーフェスティバル - ガレージキットの展示即売会[9]
- トレジャーフェスタ - ガレージキット、フィギュア、ドール、中古玩具の即売、コスプレの複合イベント[10]
- ドールズパーティー - ドール関連の展示即売会[11]
- ドールショウ - ドール関連の展示即売会[12]
- I・Doll - ドール関連の展示即売会[13]
- ドールワールドフェスティバル - ドール関連の展示即売会[14]
- クラフトアート創作人形展 - ドール関連の公募展[15]
- AJCクリエイターズコンテスト - 人形部門のある公募展[16]

### 人形を燃やすイベント（関連：en:Effigy）

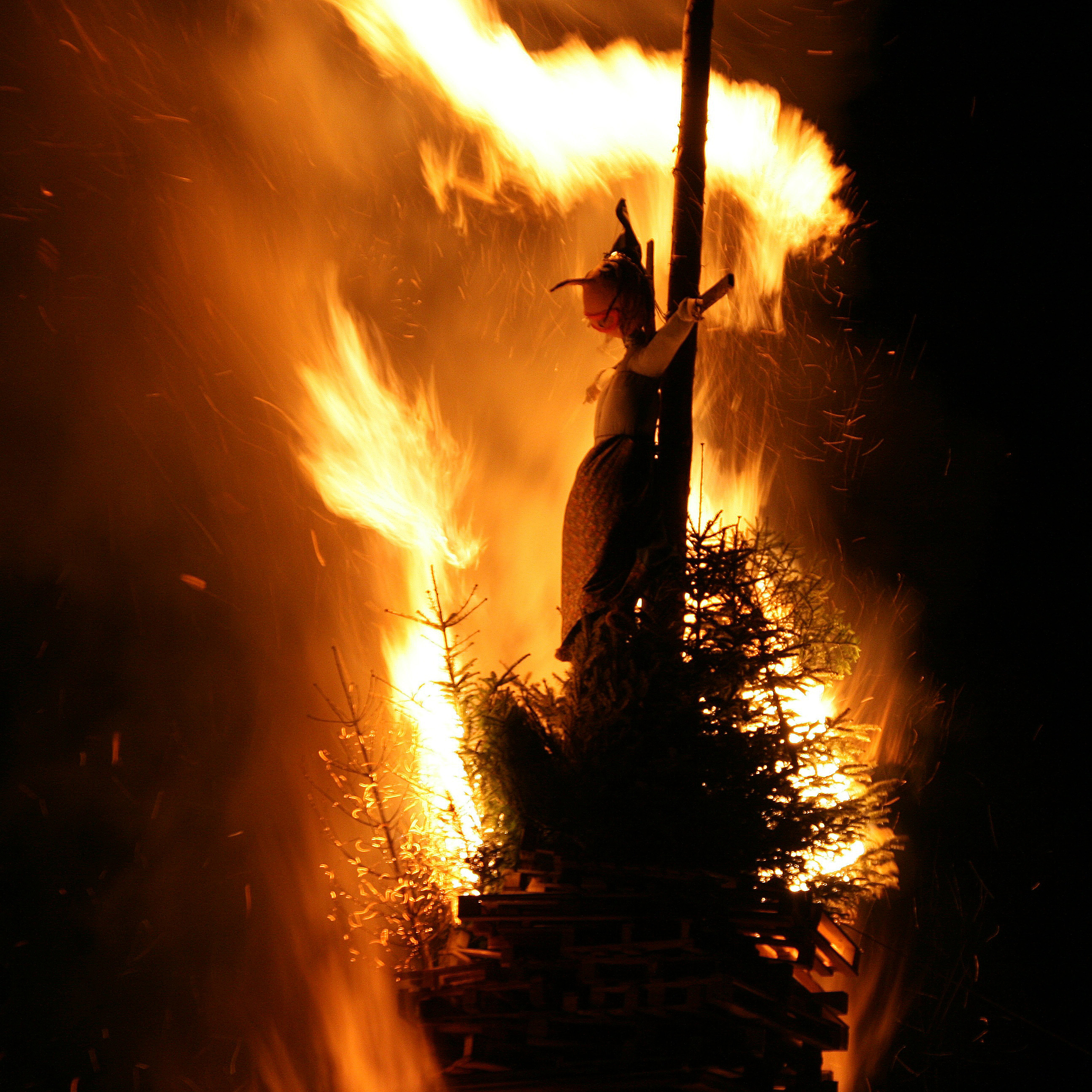
オーストリアのフォアアールベルク州で燃やされるFunkenhexeという魔女を模した人形。ドイツ南部のアルゴイなどで、冬の期間、灰の水曜日後の日曜日に行われるフンケンフォイアーなどで行われる。

- 左義長 - 日本の一部地域で古いだるまなどの縁起物を燃やす儀式
- 兵庫県の婆々焼祭 - 藁人形を括り付けた柱を燃やす祭り
- ウィッカーマン - 人形に入れた生贄を焼くドルイドの祭儀
- ガイ・フォークス・ナイト - イギリスの人形を燃やす祭り
- ダシャラー祭（英語版） - インドの悪神ラーヴァナを象った人形を燃やす祭り
- ホリカ・ダハン（英語版） ‐ インドで悪魔ホリカをかたどった人形を焼く。
- 火祭り - スペインの人形を燃やす祭り
- マースレニツァ - スラヴの藁人形を燃やす祭り
- en:Sechseläuten - スイスの雪だるまを燃やす祭り
- fr:Carnaval des Bolzes -スイスの人形を燃やすお祭り
- イェヴレのヤギ - スウェーデンのクリスマスに飾られる藁人形。消防署・関係者らと愉快犯・放火犯らとの攻防が恒例になっていた。もちろん犯罪なので処罰される。
- バーニングマン - アメリカ西部で年に1度開催される。参加者は荒野で1週間共同生活を送った後、最終日に人型の造形物「ザ・マン(The Man)」に火を放つ(burn)。

※祭礼以外にも、デモ集会などでの抗議のためにある特定の人物を象った人形を焼き討ちにする行為も行われている。

### 人形作家
- 与勇輝
- 平田郷陽
- 川本喜八郎
- 辻村寿三郎
- 浜田文子 (人形作家)
- 吉田良（吉田良一）
- 四谷シモン
- 天野可淡
- 恋月姫
- 清水真理
- 鈴木千晶（羊毛倉庫）
- 石井美千子
- 奥田小由女

- 宮崎郁子 - エゴン・シーレ作品を主題に人形を制作している[18][19]

### 人形に関連する概念
- ままごと
- ぬいぐるみ - 着ぐるみ - ゆるキャラ
- シルバニアファミリー
- ドールハウス
- ドールアイ - 人形の眼
- 人形劇
- 腹話術
- 浅草橋（東京の人形問屋街） - 松屋町（大阪の人形問屋街）
- 人形供養 - 一部の寺社に不要になった人形を納め、処分する儀式
- クレイアニメ
- 人形作家
- 原型師
- 対物性愛
- ピグマリオンコンプレックス

### その他周辺概念など
- 玩具 - 食玩
- 像 - 仏像
- 駒 - チェスなどのボードゲームで使われる人物などを象った小片
- キャラクター
- ロボット - 人造人間
- デコレーションケーキ - メレンゲやマジパンなどを加工して作られた人型の装飾が使用されている場合もある。
- 埴輪 - 土偶 - 兵馬俑

## 人形の美術館・博物館
- 阿波十郎兵衛屋敷
- 阿波木偶館
- 阿波木偶人形会館
- 飯田市川本喜八郎人形美術館
- 岩槻人形博物館
- 紙わらべ資料館
- 神戸ドールミュージアム
- 創作土人形工房まちなか交流の家
- 津軽こけし館
- とらまる人形劇ミュージアム
- 流しびなの館
- 中津万象園
- 日本土人形資料館
- 野坂オートマタ美術館
- 万協フィギュア博物館
- マリアの心臓
- 横浜人形の家
- リカちゃんキャッスル